# Karl Barth
Karl Barth (10. května 1886, Basilej – 10. prosince 1968, Basilej) byl švýcarský protestantský teolog, iniciátor a vůdčí osobnost tzv. dialektické teologie (zvané též teologie krize či teologie Slova). Řada autorů jej považuje za nejvýznamnějšího a nejvlivnějšího teologa 20. století.
Mezi nejvýznamnější Barthova díla patří jeho komentář k Pavlovu listu Římanům (Der Römerbrief) a především několikasvazková Církevní dogmatika (Kirchliche Dogmatik). V nich se snaží navázat na teologii kříže, zdůrazňuje Boží moc a iniciativu. Barth přijímá kritiku náboženství (Nietzsche, Feuerbach) a sám kritizuje lidskou snahu se dostat k Bohu. Oproti tomu staví víru, že Bůh ve své lásce sestoupí k lidem sám. Víra se tak stává spíše pasivním přijetím toho, že tím, kdo je aktivní, je Bůh.
Z Čechů byl Barthovým přítelem evangelický teolog Josef Lukl Hromádka, studovali u něj také například biblista Jan Heller či husitský teolog Zdeněk Kučera.

## Dílo (výběr)
- List Římanům 1 (Der Römerbrief 1, 1919)
- List Římanům 2 (Der Römerbrief 2, 1922)
- Fides quaerens intellectum. Anselmův důkaz existence Boží v souvislostech jeho theologického programu. (Fides quaerens intellectum. Anselms Beweis der Existenz Gottes im Zusammenhang seines theologischen Programms, 1931)
- Církevní dogmatika (Kirchliche Dogmatik, Sv. I/1-IV/4 1932n.)
- Barmenské theologické prohlášení (Theologische Erklärung zur gegenwärtigen Lage der Deutschen evangelischen Kirche; 4. 1. 1934; anonymně)
- Krédo. Hlavní problémy dogmatiky, předvedené v navázání na apoštolské vyznání víry (Credo. Die Hauptprobleme der Dogmatik, dargestellt im Anschluss an das apostolische Glaubensbekentniss, 1935)
- Dogmatika v obrysu (Dogmatik im Grundriss im Anschluss an das apostolische Glaubensbekenntnis, 1947; české vydání Základy dogmatiky, Praha 1952)
- Uvedení do evangelické theologie (Einführung in die evangelische Theologie, 1962; česky Uvedení do evangelické theologie, Praha, 1988)

## Ocenění
- 1968 – Cena Sigmunda Freuda za vědeckou prózu